# 애플라이트

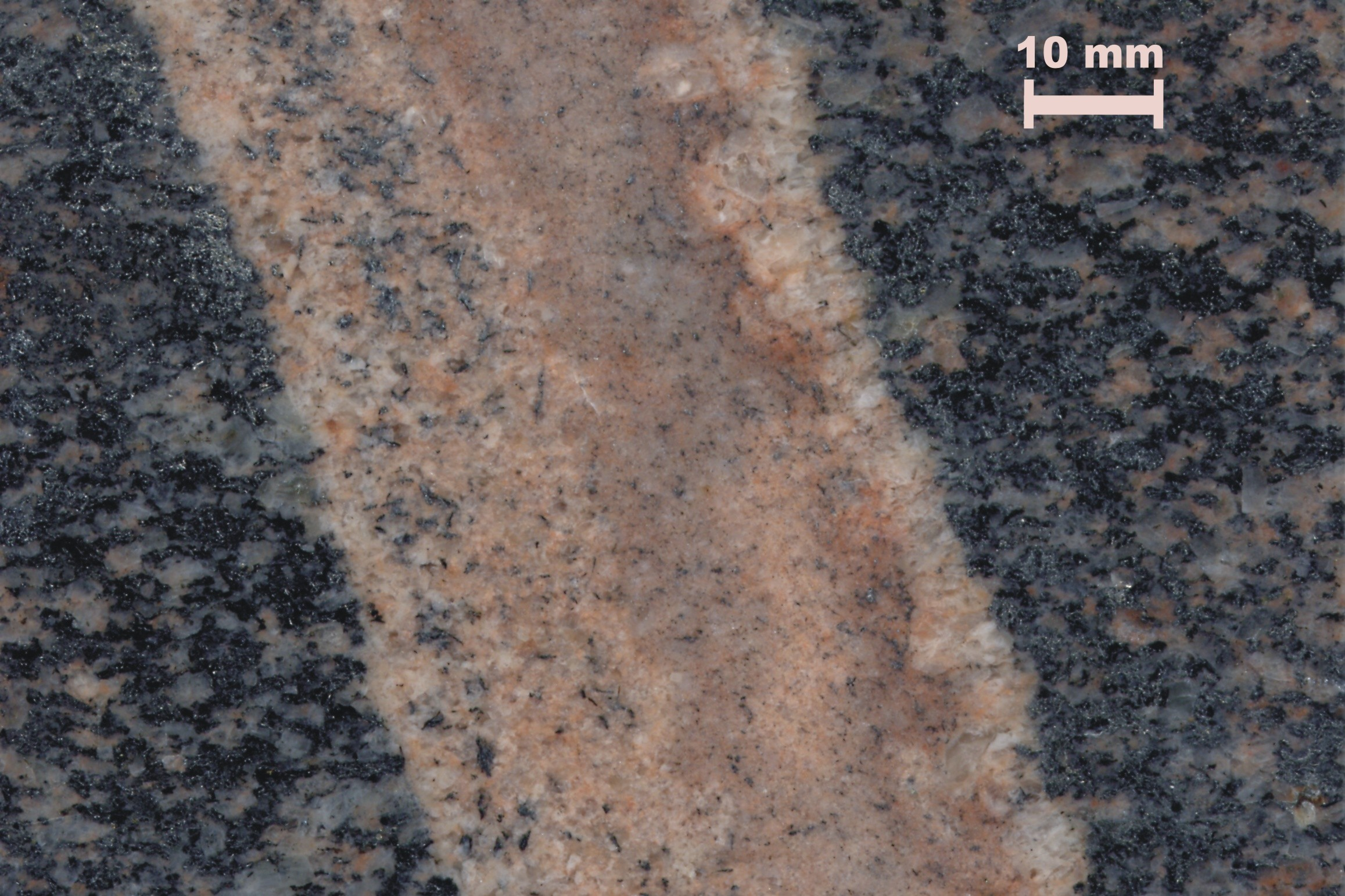

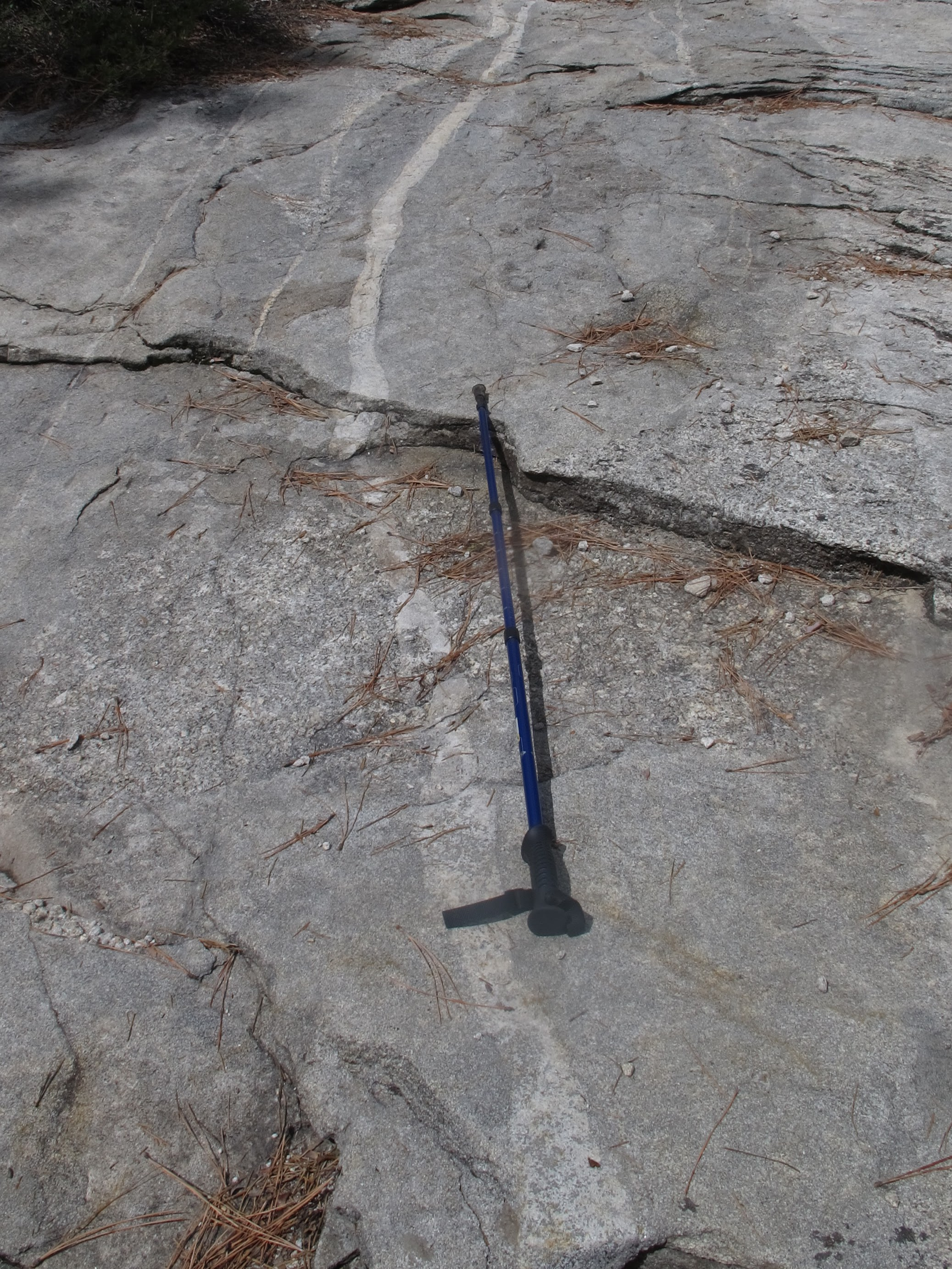
센티넬 돔의 센티넬 화강섬록암을 가로지르는 애플라이트 암맥

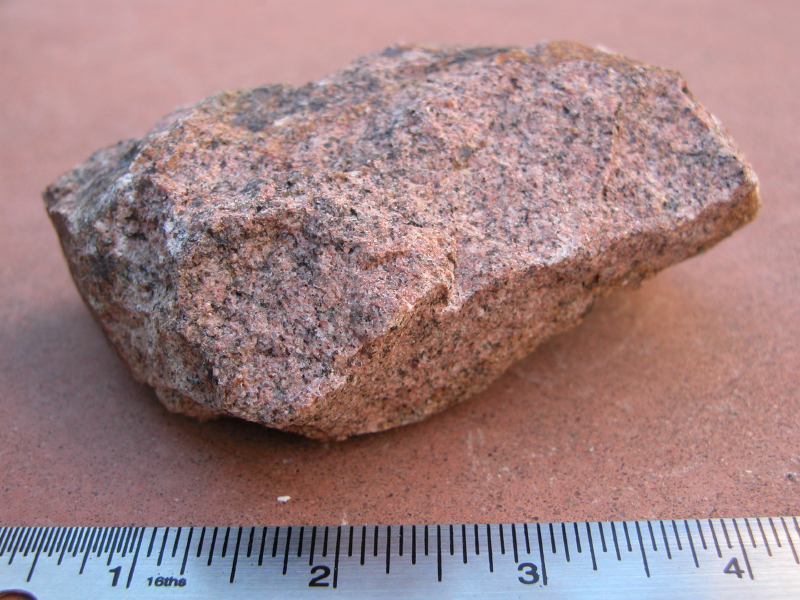
애플라이트, 미세한 입자 조직을 보여줌

애플라이트(Aplite)는 화강암질 조성을 가진 관입 화성암이다. 애플라이트는 미세한 입자부터 숨은결 (육안으로 볼 수 없는 입자)까지 다양하며, 석영과 장석으로만 구성되거나 그 입자 크기의 백색 (옅은 색을 띤) 작은 관입암을 지칭할 수도 있다. 이들은 많은 대규모 중성암부터 규장질 관입암의 후기 단계와 연관되어 있다.

## 산출
애플라이트는 전 세계적으로 분포하며, 중요한 화강암질 관입암이 있는 대부분의 지역에서 발견되었다. 이들은 관련된 화강암체와 주변 모암 내에서 관입층의 형태로 발생한다. 미량 원소 분석에 따르면 애플라이트에 해당하는 화산암은 없다.
일부 애플라이트는 페그마타이트와 밀접하게 관련되어 형성되는데, 페그마타이트는 화강암에서 흔치 않다. 이러한 애플라이트-페그마타이트 판상 복합체는 애플라이트와 페그마타이트가 번갈아 나타나는 미세한 띠 모양을 보일 수 있다.
섬장암-애플라이트는 주로 알칼리 장석으로 구성되어 있으며; 섬록암-애플라이트는 사장석으로 구성되어 있다; 네펠린을 포함하는 애플라이트도 있으며, 이에는 네펠린의 엘라이오라이트 변종을 포함하는 것도 있다. 모든 경우에, 이들은 모체와 동일한 관계를 가진다.

## 형성
애플라이트는 관련된 관입암의 역사에서 결정화가 진전된 후기 단계에 관입된다. 이 상태에서 모체 관입암은 인장 응력을 지탱할 수 있을 만큼 기계적으로 응집력이 있어 파괴를 유발한다. 이러한 파괴는 원래 마그마의 남아있는 미결정 부분 (잔류 유체)에 의해 채워져 애플라이트를 형성할 수 있다. 관입, 고화, 파괴 및 애플라이트 암맥 관입의 반복적인 단계가 있을 수 있다. 이는 캘리포니아 요세미티 국립공원의 하프 돔 화강섬록암에서 관찰되었으며, 여러 단계의 애플라이트 관입이 확인되었다. 초기 애플라이트 판은 주 화강섬록암체로의 후기 관입에 의해 변형되지만, 일관된 화학적 특성으로 식별할 수 있다.